# Ghiacciaio Beaman
Il ghiacciaio Beaman è un ghiacciaio vallivo situato sulla costa di Pennell, nella regione nord-occidentale della Dipendenza di Ross, in Antartide. In particolare, il ghiacciaio, il cui punto più alto si trova a circa 1400 m s.l.m., è situato all'estremità sud-occidentale dei monti ANARE, dove fluisce verso sud-ovest fino ad unire il proprio flusso a quello del ghiacciaio Ebbe, poco prima della congiunzione tra quest'ultimo e il ghiacciaio Lillie e subito a nord del ghiacciaio McLean.

## Storia
Il ghiacciaio Beaman è stato mappato per la prima volta dallo United States Geological Survey (USGS) grazie a fotografie aeree scattate dalla marina militare statunitense (USN) nel periodo 1960-65, e così battezzato dal comitato consultivo dei nomi antartici in onore di Charles W. Beaman, elicotterista che supportò le ricognizioni effettuate in quest'area dal reparto dell'USGS chiamato "Topo West" nel periodo 1963-64.